# Kipawa (fiume)
Il Kipawa è un fiume canadese della provincia del Québec, ha una lunghezza di fra i 160 e i 180 chilometri e nasce dal Lac Dumoine. È un affluente "indiretto" del fiume Ottawa, in quanto sfocia nel Lago Témiscamingue.